# Средний Урал
Сре́дний Ура́л — наиболее низкая часть Уральских гор, ограниченная широтами Конжаковского Камня на севере и горы Юрма на юге (59°40' — 55°25' северной широты), согласно некоторым другим источникам — от горы Ослянка до широтного участка реки Уфы (примерно между 56° и 59° северной широты).
Средний Урал хорошо обособлен орографически: Уральские горы здесь понижаются, а строго меридиональное простирание горного пояса сменяется юго-юго-восточным. Вместе с Южным Уралом Средний Урал образует гигантскую дугу, обращённую выпуклой стороной на восток, дуга огибает Уфимское плато — восточный выступ Русской платформы.

## Рельеф и геологическое строение

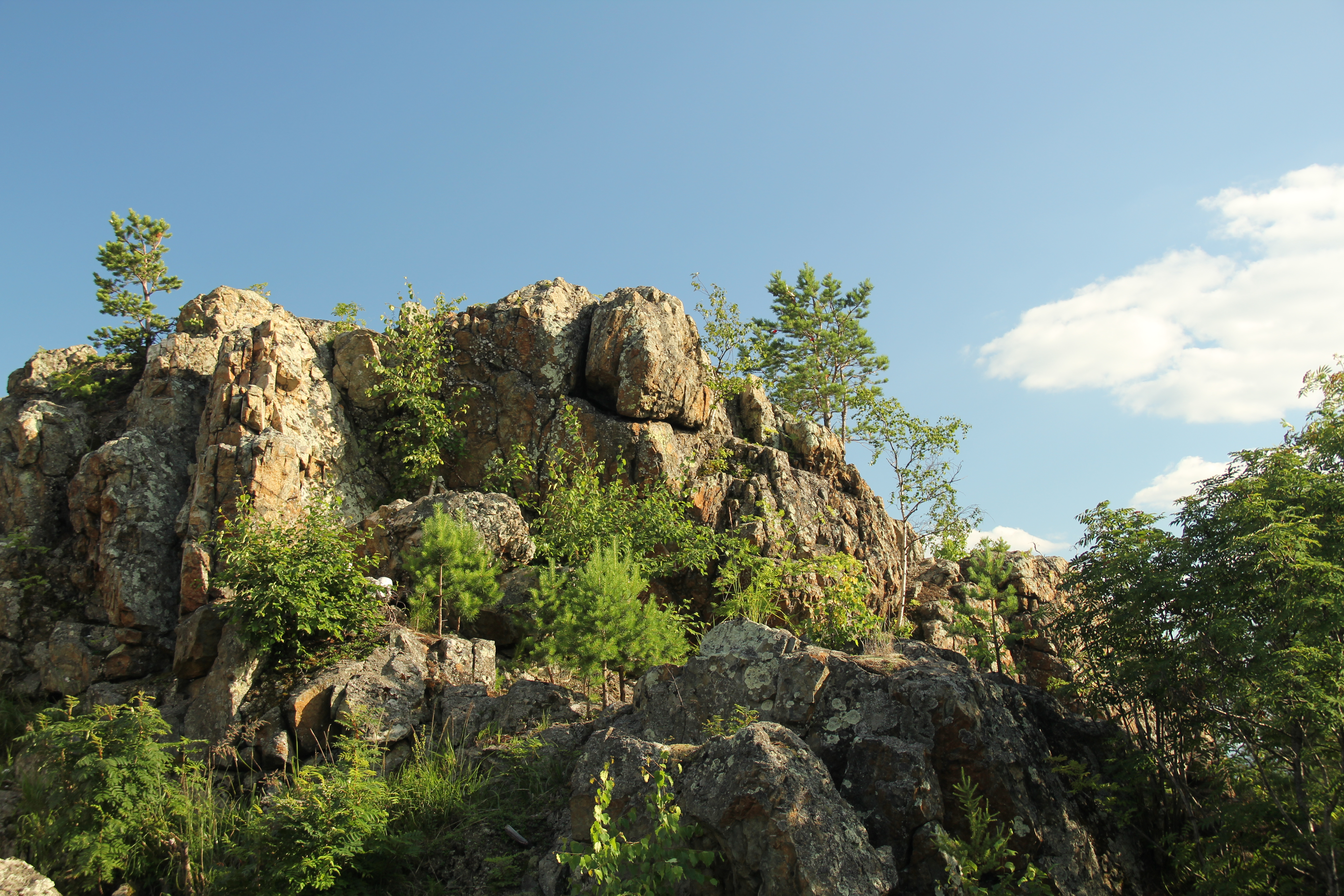
Гора Азов. Вершина

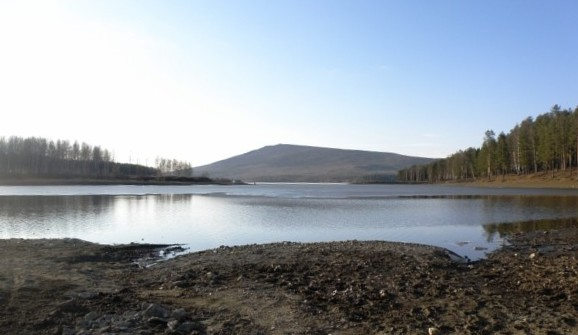
Гора Качканар

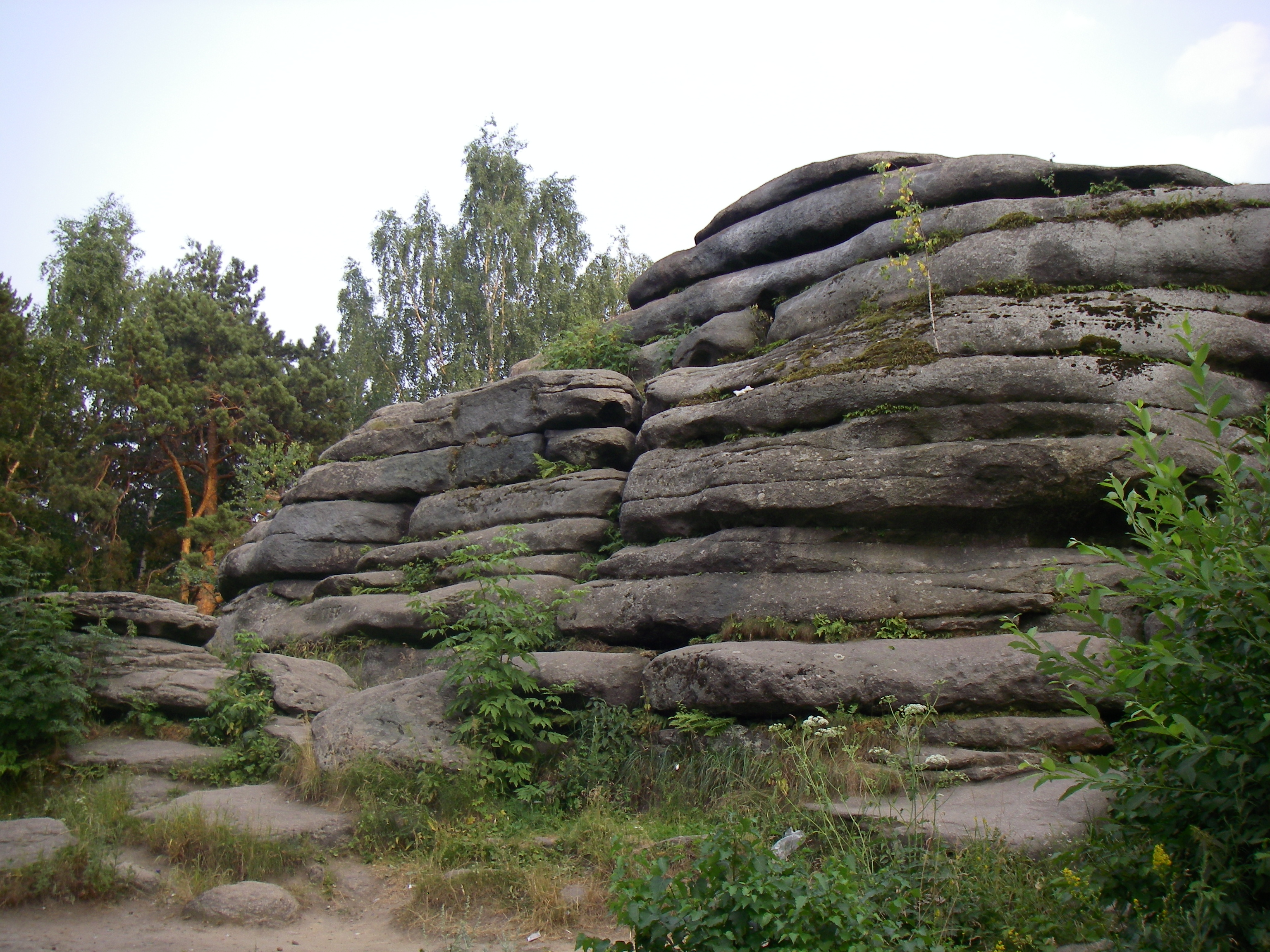
Каменные палатки

Новейшие тектонические движения неогена-антропогена слабо отразились на Среднем Урале, поэтому он представляет собой невысокий пенеплен, с изолированными, мягко очерченными вершинами и кряжами, сложенными из наиболее плотных кристаллических пород. Поэтому он предстаёт перед нами в виде невысокого пенеплена. Линия Пермь — Екатеринбург пересекает Урал на высоте 410 м. Отметка самых высоких вершин — 700—800 м, редко больше. Самая высокая гора — Ослянка, вершина которой достигает 1119 метров. Другие горные вершины: Качканар (887 м), Старик-Камень (755 м), Шунут-Камень (726 м), Белая, Волчиха, Азов-гора, Сугомак, Егоза.
Долины рек на Среднем Урале сравнительно широкие, разработанные. Лишь местами прямо над руслом нависают живописные кручи и утёсы.
Ширина горной полосы на Среднем Урале достигает 25-30 км, а вместе с предгорьями 80-90 км. С запада к горам примыкает холмистое Предуралье с преобладанием карстового рельефа, приуроченного к палеозойским карбонатным породам и гипсам. Особенно обильны карстовые формы на Уфимском плато, расчленённом глубоко врезанными долинами рек Ай, Юрюзань и Уфа.
Зауралье характеризуется сопочным и увалистым рельефом, а также густой озёрной сетью и огромными массивами болот в северной части. У подножия гор Среднего Урала прослеживаются две цепочки тектонических озёр: к северу от Екатеринбурга и в южной части (Каслинская), продолжающаяся на Южном Урале.

### Горные хребты
- Бардымский
- Басеги
- Бунарский
- Весёлые горы
- Киргишанский увал
- Коноваловский увал
- Уфалейский
- Шайтанский увал

## Климат

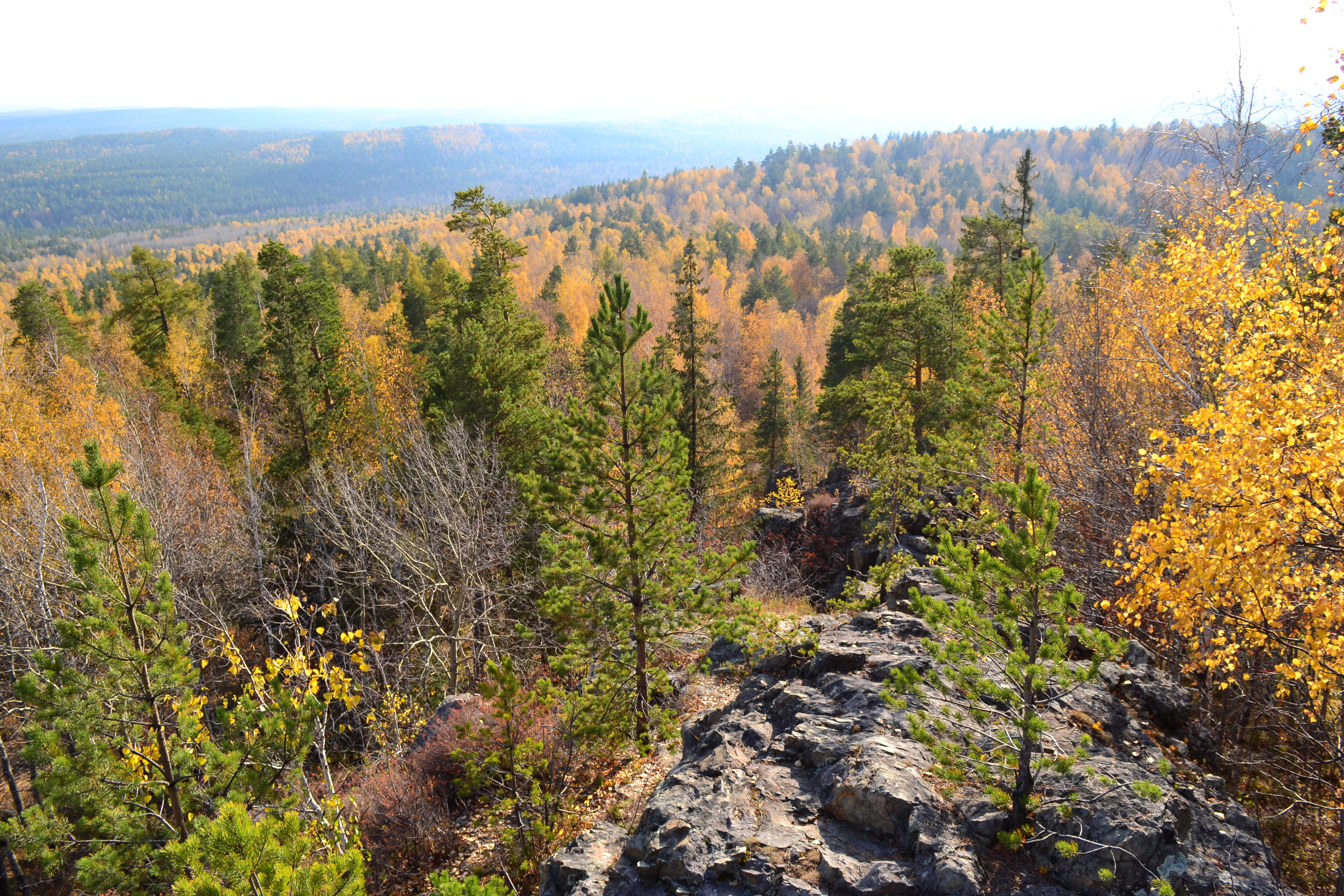
Осень на Среднем Урале

В формировании климата Среднего Урала играют главную роль западные ветры, дующие с Атлантического океана. Из-за смены тёплых и холодных потоков погода нередко меняется не только в течение недели, но и суток. Удалённость от Атлантического океана и соседство Сибири делают климат Среднего Урала континентальным, что сказывается в более резких сменах температур.
Уральские горы являются препятствием при перемещении воздушных масс с запада на восток. По этой причине на западном горном склоне осадков значительно больше, нежели на восточном. В то же время горы не мешают перемещению воздуха в южном или северном направлениях. Холодный воздух Арктики нередко проникает вдоль хребта далеко к югу, а тёплый и сухой с юга продвигается на север. Особенно весной и летом, к востоку от Урала эти перемещения вызывают неустойчивую погоду. Средняя температура января составляет −18 °C, но случаются и морозы до −50 °C. Средняя температура июля +18 °C. Безморозный период продолжается на юге Среднего Урала 110—120 дней, на севере 90—95 дней. На востоке ежегодно выпадает 400—500 миллиметров осадков, на юго-востоке до 380 миллиметров, на севере до 700 миллиметров.
Зима длится около 5 месяцев, с ноября до апреля, и начинается с появлением устойчивого снежного покрова. При ясном небе и безветрии, когда приходит сильно охлаждённый воздух из Арктики, наступают сильные морозы (от −20 до −40 °C). Зима — наиболее устойчивый сезон года. Оттепели и дождь среди зимы — редкое явление и чаще наблюдается в юго-западных районах Среднего Урала. В зимний период в горах накапливается масса снега. Тает он на юго-востоке Среднего Урала в середине апреля, а на северо-востоке — в конце апреля. На вершинах гор и в густых лесах таяние продолжается и в мае.
Весна продолжается с апреля до конца мая. В этот период нередко холода приходят снова, связано это с распространением воздуха с севера области. Морозы прекращаются обычно в мае, но заморозки по ночам продолжаются до конца весны.
Лето в горах прохладнее и короче, чем в соседних районах. Лето на Среднем Урале нередко связано с пасмурными, дождливыми днями и похолоданиями. В южной части сухая погода чаще бывает в июне, в остальной части Среднего Урала — в июле.
Осень начинается в сентябре и продолжается весь октябрь. Часто идут моросящие дожди, начинается постепенное понижение температуры, возрастает облачность. В редкие годы осень бывает с устойчивой сухой погодой, хорошим грибным урожаем.

## Гидрография

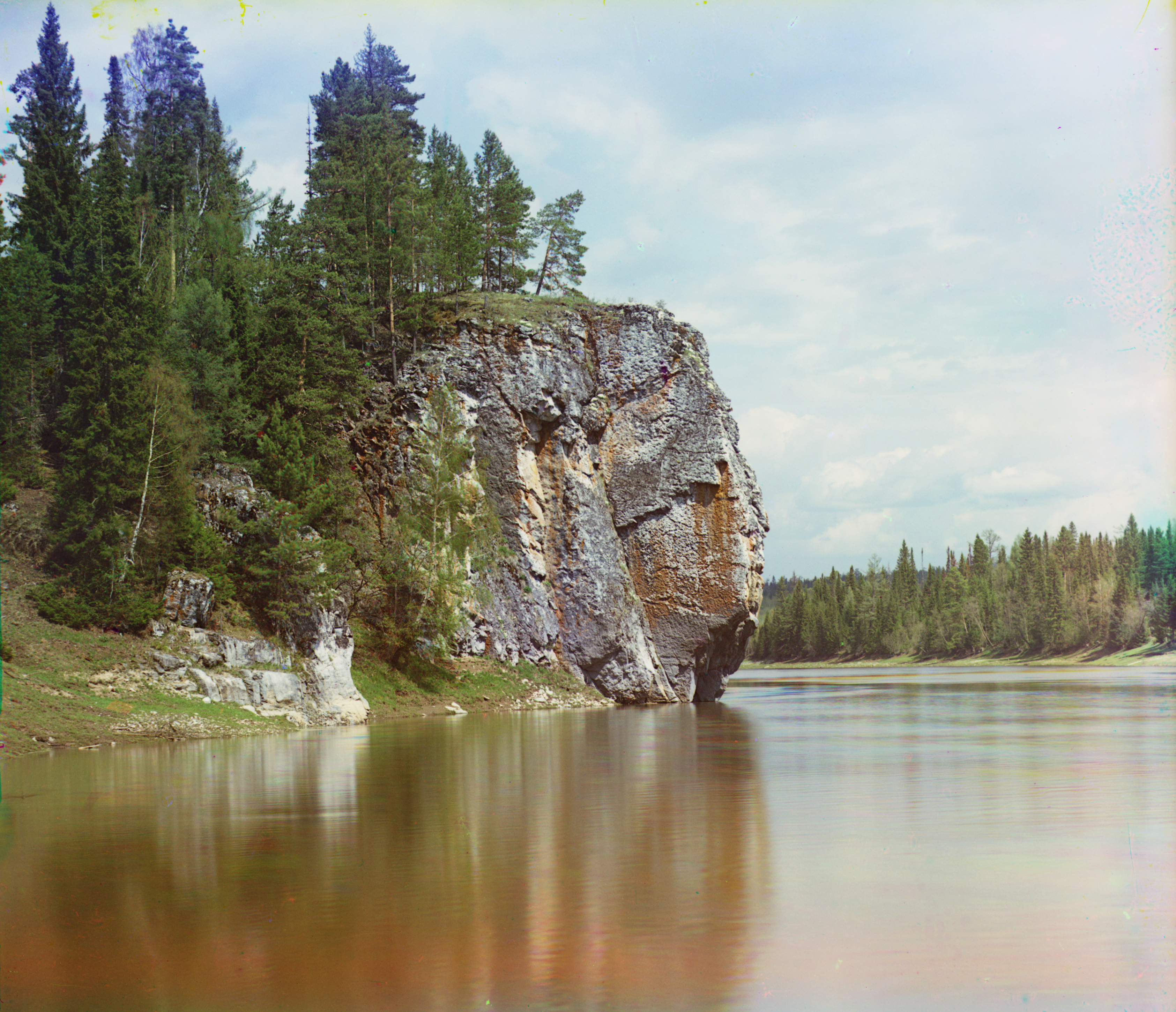
Максимовский камень на реке Чусовой

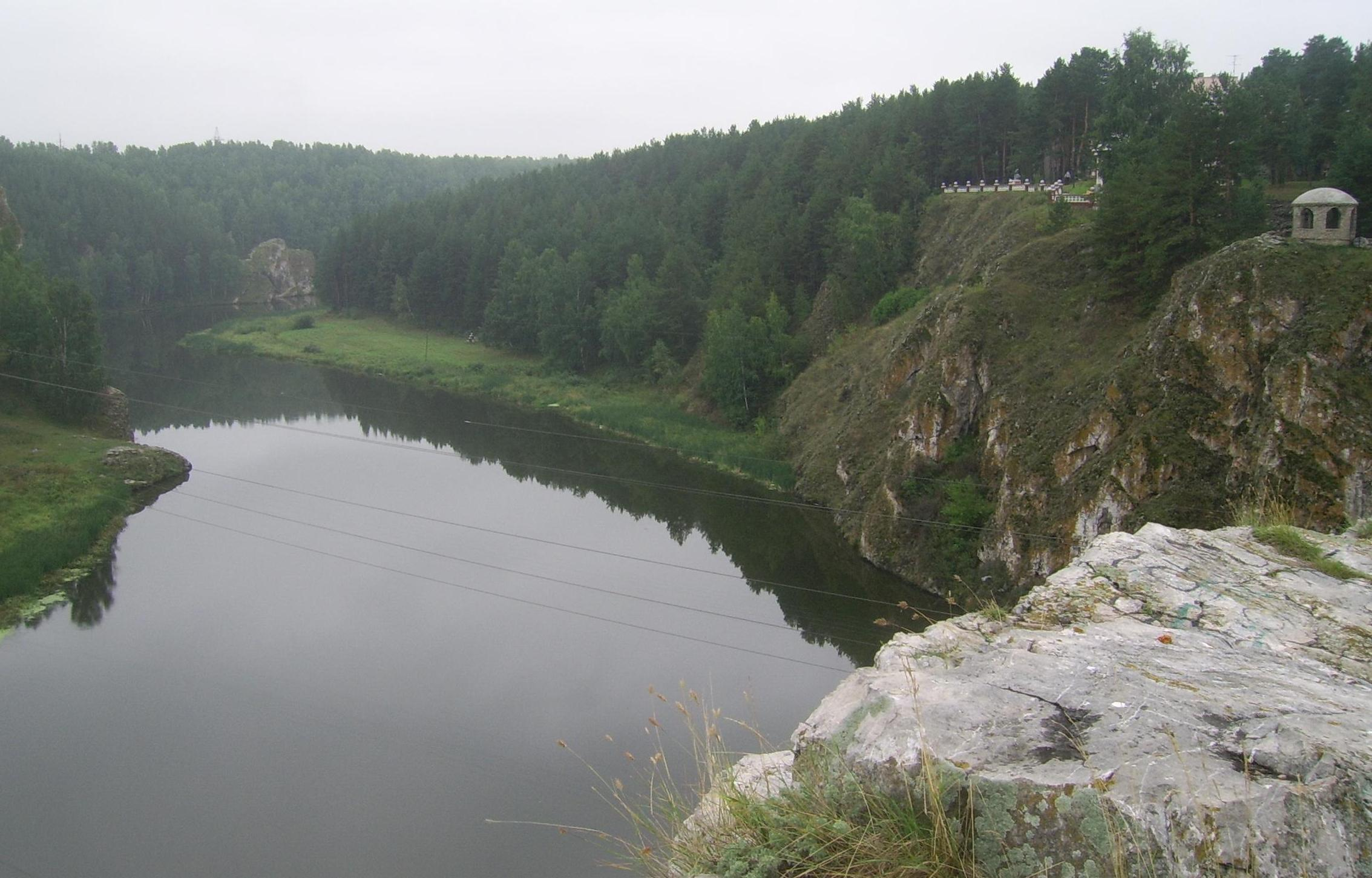
Река Исеть

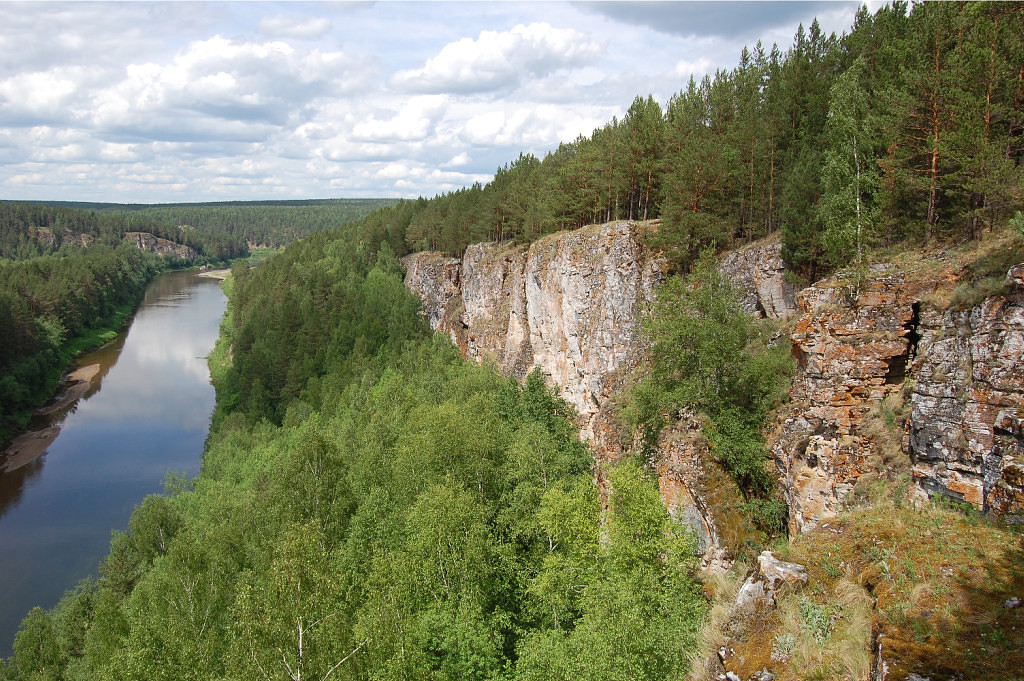
Река Уфа

Реки относятся к бассейнам Волги (Чусовая, Уфа) и Оби (Исеть, Тура, Пышма, Реж). Вследствие сильной разрушенности Средний Урал по существу потерял водораздельное значение. Линия водораздела смещена на восток от горной оси. Так, относящиеся к бассейну Волги реки Чусовая и Уфа начинаются на восточных склонах Среднего Урала и перепиливают его осевую часть.
Реки Среднего Урала характерны медленным, спокойным течением. В долинах их часто встречаются береговые утёсы, называемые «бойцами» или «камнями». Вскрываются реки в апреле, а замерзают в конце октября. При таянии снега весной уровень воды повышается более чем на 5 м, и в это время туристы совершают сплав на плотах и байдарках.
Озёра на Среднем Урале размещены неравномерно. В горной части на юго-западе озёр мало, большая часть озёр расположена в восточных предгорьях (Таватуй, Исетское, Шарташ).
В широких долинах Тавды, Ницы, Уфы можно встретить пойменные озёра-старицы. Во многих из них на дне отлагается ил, образующийся в результате разложения отмерших водорослей и мелких организмов. На Среднем Урале много прудов и водохранилищ. Большинство их было создано для нужд горнозаводской промышленности в XVIII—XIX вв. и сохранилось до наши дней. Площадь наиболее крупных прудов достигает 8—15 км². Они являются водохранилищами для создания запаса воды на зимнее и летнее время (Верх-Исетский, Верх-Нейвинский, Верхне-Уфалейский, Нижне-Тагильский, Невьянский пруды, Аятское, Волчихинское, Долгобродское, Нязепетровское водохранилища).

## Флора и Фауна

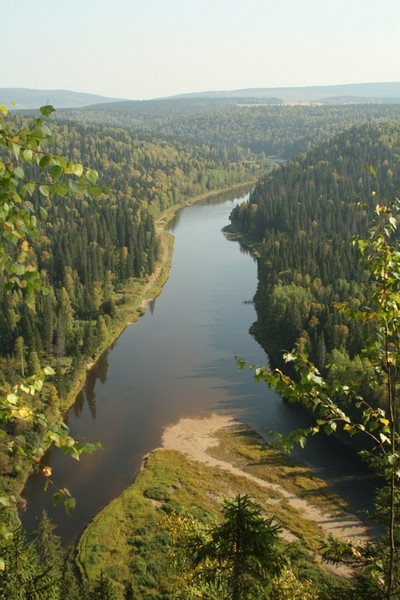
Тайга в долине реки Усьва

Подножия Среднего Урала на севере покрыты южной тайгой, а южнее — лесостепью. Остепненность Среднего Урала намного сильнее по восточному склону. Если на западном склоне встречаются лишь отдельные лесостепные острова, окружённые со всех сторон южной тайгой (Кунгурский и Красноуфимский), то в Зауралье лесостепь идёт непрерывной полосой до 57° 30' с. ш. Однако сам Средний Урал — это область не лесостепного, а лесного ландшафта. Леса здесь сплошь покрывают горы; выше верхней границы леса поднимаются лишь очень немногие горные вершины. Основной фон дают еловые, елово-пихтовые южнотаёжные леса, прерывающиеся на восточном склоне хребта сосновыми борами. На юго-западе области встречаются смешанные хвойно-широколиственные леса, в составе которых много липы. По всему Среднему Уралу, особенно в его южной половине, широко распространены березняки, многие из которых возникли на месте вырубленной елово-пихтовой тайги.
Под южнотаёжными лесами Среднего Урала, как и на равнинах, развиты дерново-подзолистые почвы. У подножий на юге области они вытесняются серыми лесными почвами, местами выщелоченными чернозёмами, а в верхней части лесного пояса — горно-лесными кислыми неоподзоленными почвами.
Пару столетий назад животный мир был богаче, чем сейчас. Распашка, охота, вырубка лесов вытеснили и уничтожили места обитания многих животных. Исчезли дикие лошади, сайгаки, дрофы, стрепеты. Вглубь тундры откочевали стада оленей. Зато на распаханных землях распространились грызуны (хомяки, полевые мыши). На севере можно встретить обитателей тундр — северных оленей, а на юге типичных жителей степей — сурков-байбаков, землероек, змей и ящериц. Леса населены хищниками: бурыми медведями, волками, росомахами, лисицами, соболями, горностаями, рысями. Водятся в них копытные (лоси, олени, косули и др.) и птицы различных видов, например: орлы или снегири. По речным долинам встречаются выдра и бобр. В Ильменском заповеднике удачно была проведена акклиматизация пятнистого оленя, расселены также ондатра, бобр, марал, выхухоль, енотовидная собака, американская норка, баргузинский соболь.

## Хозяйственное значение
На Среднем Урале много полезных ископаемых, особенно металлов: (железо, медь, золото и др.) и камней (малахит и др.). Многие рудники используются уже несколько столетий и почти выработаны.
Исследования археологов показали, что территория Среднего Урала была заселена ещё в палеолите (около 50 тысяч лет назад), судя по найденным останкам животных в то время здесь простирались степи. После отступления ледника территория была заселена вторично, найдены многочисленные стоянки времён неолита, медного и железного веков. Здесь сформировались важные металлургические центры доисторической эпохи.
Стоянка первобытных людей позднего палеолита обнаружена у Медведь-камня в окрестности Нижнего Тагила. В местах поселений племён эпохи неолита и бронзового века сейчас располагаются населённые пункты и части городов (Шарташ, Палкино, Коптяки). Жертвенные места древних людей найдены на Среднем Урале вблизи многочисленных каменных палаток, Чёртова городища, Азов-горы, Маркова Камня, вдоль поймы реки Уфы. До появления на Среднем Урале русских здесь жили манси (в средней и северной части края), башкиры (в южной части) и сибирские татары (на востоке, в Зауралье).

## Административно-территориальное деление
На территории Среднего Урала находятся два федеральных округа Российской Федерации — Приволжский и Уральский, а также субъекты Российской Федерации — Пермский край и Свердловская области (большая часть), Челябинская область (частично, только северная окраина данного региона) и Республика Башкортостан (частично, только северо-восточная часть) .